# Hyacinth de La Pegna
Hyacinth de La Pegna (* 1706 in Brüssel; † 1772 in Rom) war ein flämischer Schlachten- und Vedutenmaler.

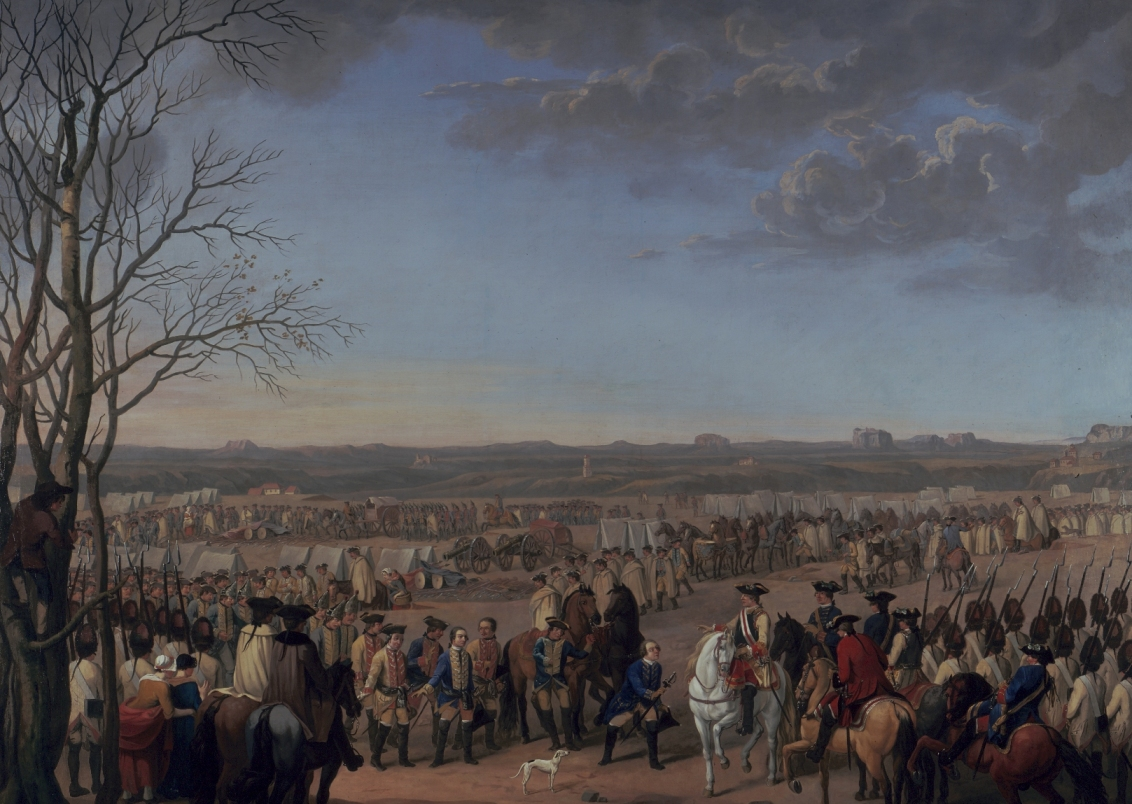
Das preußische Corps Fink streckt seine Waffen nach der Schlacht bei Maxen am 21.11.1759

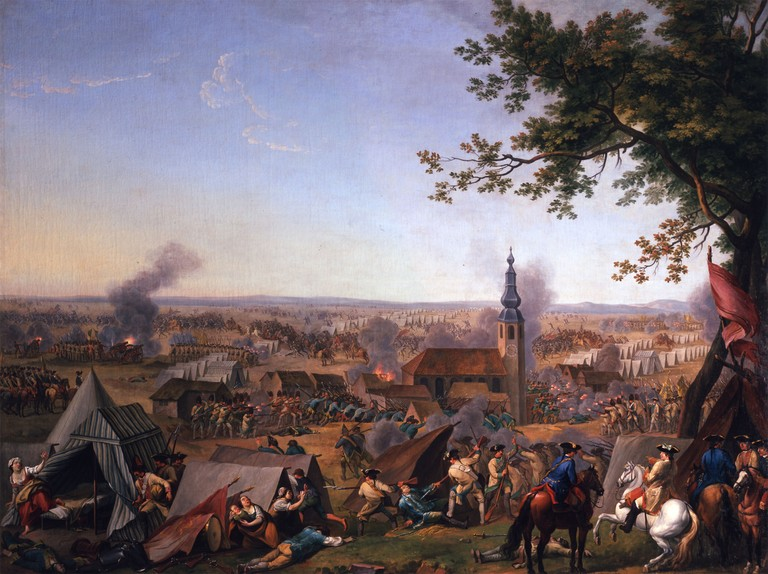
Der Überfall bei Hochkirch am 17. Oktober 1758

## Leben und Werk
De La Pegna bildete sich in seiner Geburtsstadt Brüssel und in Paris zum Kriegsmaler aus. Er trat später in sardische Dienste und kam vor 1748 nach Rom. Am 21. April 1748, kurz vor seiner Abreise aus Rom, wurde er Mitglied der dortigen Accademia di San Luca. 1753 bis 1755 hielt sich der Maler wiederum in Rom auf, danach ist er in Brüssel als Leiter der Tapisserienmanufaktur nachweisbar. Am 18. Juni 1755 ernannte ihn Kaiserin Maria Theresia zum „peintre extraordinaire“. 1756 erhielt de La Pegna Zahlungen für gelieferte Kartons für vier Gobelins mit Soldatenszenen.
1759 bis 1762 ist der Maler wieder in Wien nachweisbar. In dieser Zeit malte de La Pegna für den Feldmarschall Fürst Leopold Joseph von Daun zwei Schlachtenbilder aus der Zeit des Siebenjährigen Krieges. Bei den Gemälden, die sich im Heeresgeschichtlichen Museum in Wien befinden, handelt es sich um den Überfall bei Hochkirch und den Finckenfang bei Maxen, wobei jeweils Daun den Oberbefehl über die österreichischen Truppen führte. Der Militärhistoriker und ehemalige Direktor des Heeresgeschichtlichen Museums, Johann Christoph Allmayer-Beck, attestierte den beiden Gemälden einen hohen Grad an Authentizität.
1769 ging de La Pegna wiederum nach Rom, wo er zum Provisor der flämischen Nationalkirche San Giuliano ernannt wurde. De La Pegna blieb noch weitere drei Jahre in Rom, bis er ebendort 1771 starb.

## Werke (Auszug)
- Überfall auf das preussische Lager bei Hochkirch am 14.10.1758. Öl auf Leinwand, 260 × 344 cm. Heeresgeschichtliches Museum, Wien.[4]
- Das preußische Corps Fink streckt seine Waffen nach der Schlacht bei Maxen am 21.11.1759. Öl auf Leinwand, 260 × 344 cm. Heeresgeschichtliches Museum, Wien.[2]
- Soldaten bei einem Stadttor, Kupferstich, Rijksmuseum, Amsterdam[5]
- Landschaft mit einer Feldschlacht, Kupferstich, Rijksmuseum, Amsterdam
- Gefecht auf einer Brücke, Kupferstich, Rijksmuseum, Amsterdam